# Lignes de bus ETUSA de 200 à 299
Cette page est une annexe de l'article « Lignes de bus ETUSA ».
Les lignes de bus ETUSA de 200 à 299 constituent une série de lignes que l'Entreprise de transport urbain et suburbain d'Alger exploite à Alger et dans sa banlieue.

## Lignes 200 à 299

### Lignes 210 à 219
Ces lignes ont été mises en place en 2021 pour faire face à la demande croissante dans le secteur de la ville nouvelle de Sidi Abdellah.
| Ligne | Caractéristiques | Caractéristiques                       | Caractéristiques                       | Caractéristiques                       | Caractéristiques                       | Caractéristiques                              | Caractéristiques                         | Caractéristiques                       | Caractéristiques                       |
| 210   | 210 | 210                                    | 210                                    | 210                                    | 210                                    | 210                                           | 210                                      | 210                                    | 210                                    |
| 210   | Zéralda ⥋ Alger-Centre - Station 2 Mai | Zéralda ⥋ Alger-Centre - Station 2 Mai | Zéralda ⥋ Alger-Centre - Station 2 Mai | Zéralda ⥋ Alger-Centre - Station 2 Mai | Zéralda ⥋ Alger-Centre - Station 2 Mai | Zéralda ⥋ Alger-Centre - Station 2 Mai        | Zéralda ⥋ Alger-Centre - Station 2 Mai   | Zéralda ⥋ Alger-Centre - Station 2 Mai | Zéralda ⥋ Alger-Centre - Station 2 Mai |
| ----- | --- | -------------------------------------- | -------------------------------------- | -------------------------------------- | -------------------------------------- | --------------------------------------------- | ---------------------------------------- | -------------------------------------- | -------------------------------------- |
| 210   | Ouverture / Fermeture — / — | Longueur —                             | Durée —                                | Nb. d’arrêts —                         | Matériel —                             | Jours de fonctionnement —                     | Jour / Soir / Nuit / Fêtes — / — / — / — | Voy. / an —                            | Dépôt —                                |
| 210   | Desserte : - Villes et lieux desservis : Zéralda • Alger-Centre (Station 2 Mai). - Stations et gares desservies :                                                                                  |                                        |                                        |                                        |                                        |                                               |                                          |                                        |                                        |
| 210   | Autre : - Amplitudes horaires : - Date de dernière mise à jour : 19 mars 2022. |                                        |                                        |                                        |                                        |                                               |                                          |                                        |                                        |
| 210   | Dernière actualisation : — |                                        |                                        |                                        |                                        |                                               |                                          |                                        |                                        |
| 211   | 211 | 211                                    | 211                                    | 211                                    | 211                                    | 211                                           | 211                                      | 211                                    | 211                                    |
| 211   | Mahelma - Sidi Abdellah ⥋ Ben Aknoun |                                        |                                        |                                        |                                        |                                               |                                          |                                        |                                        |
| 211   | Ouverture / Fermeture — / — | Longueur —                             | Durée —                                | Nb. d’arrêts —                         | Matériel —                             | Jours de fonctionnement —                     | Jour / Soir / Nuit / Fêtes — / — / — / — | Voy. / an —                            | Dépôt —                                |
| 211   | Desserte : - Villes et lieux desservis : Mahelma (Sidi Abdellah) • Ben Aknoun. - Stations et gares desservies :                                                                                    |                                        |                                        |                                        |                                        |                                               |                                          |                                        |                                        |
| 211   | Autre : - Amplitudes horaires : - Date de dernière mise à jour : 19 mars 2022. |                                        |                                        |                                        |                                        |                                               |                                          |                                        |                                        |
| 211   | Dernière actualisation : — |                                        |                                        |                                        |                                        |                                               |                                          |                                        |                                        |
| 212   | 212 | 212                                    | 212                                    | 212                                    | 212                                    | 212                                           | 212                                      | 212                                    | 212                                    |
| 212   | Ben Aknoun ⥋ Ouled Fayet - Cité Mohamed Maouche - Les Grands Vents |                                        |                                        |                                        |                                        |                                               |                                          |                                        |                                        |
| 212   | Ouverture / Fermeture — / — | Longueur —                             | Durée —                                | Nb. d’arrêts —                         | Matériel —                             | Jours de fonctionnement —                     | Jour / Soir / Nuit / Fêtes — / — / — / — | Voy. / an —                            | Dépôt —                                |
| 212   | Desserte : - Villes et lieux desservis : Ben Aknoun • Ouled Fayet (Cité Mohamed Maouche, Les Grands Vents). - Stations et gares desservies :                                                       |                                        |                                        |                                        |                                        |                                               |                                          |                                        |                                        |
| 212   | Autre : - Amplitudes horaires : - Date de dernière mise à jour : 19 mars 2022. |                                        |                                        |                                        |                                        |                                               |                                          |                                        |                                        |
| 212   | Dernière actualisation : — |                                        |                                        |                                        |                                        |                                               |                                          |                                        |                                        |
| 214   | 214 | 214                                    | 214                                    | 214                                    | 214                                    | 214                                           | 214                                      | 214                                    | 214                                    |
| 214   | Mahelma - Gare de Sidi Abdellah ⥋ Zéralda - Cité Aslan - Cité Atlas et Cité 5000 Logements |                                        |                                        |                                        |                                        |                                               |                                          |                                        |                                        |
| 214   | Ouverture / Fermeture — / — | Longueur —                             | Durée —                                | Nb. d’arrêts —                         | Matériel —                             | Jours de fonctionnement —                     | Jour / Soir / Nuit / Fêtes — / — / — / — | Voy. / an —                            | Dépôt —                                |
| 214   | Desserte : - Villes et lieux desservis : Mahelma • Zéralda (Cité Aslan - Cité Atlas et Cité 5000 Logements). - Stations et gares desservies : Gare de Sidi Abdellah.                               |                                        |                                        |                                        |                                        |                                               |                                          |                                        |                                        |
| 214   | Autre : - Amplitudes horaires : - Date de dernière mise à jour : 19 mars 2022. |                                        |                                        |                                        |                                        |                                               |                                          |                                        |                                        |
| 214   | Dernière actualisation : — |                                        |                                        |                                        |                                        |                                               |                                          |                                        |                                        |
| 215   | 215 | 215                                    | 215                                    | 215                                    | 215                                    | 215                                           | 215                                      | 215                                    | 215                                    |
| 215   | Rahmania - Cité 1er Novembre ⥋ Douera - Gare de Tessala El Merdja |                                        |                                        |                                        |                                        |                                               |                                          |                                        |                                        |
| 215   | Ouverture / Fermeture 2021 / — | Longueur —                             | Durée —                                | Nb. d’arrêts 3                         | Matériel Conecto II                    | Jours de fonctionnement D, L, Ma, Me, J, V, S | Jour / Soir / Nuit / Fêtes O / O / N / O | Voy. / an —                            | Centre-bus —                           |
| 215   | Desserte : - Villes et lieux desservis : Rahmania • Mahelma • Douera. - Stations et gares desservies : Gare de Tessala El Merdja.                                                                  |                                        |                                        |                                        |                                        |                                               |                                          |                                        |                                        |
| 215   | Autre : - Amplitudes horaires : la ligne fonctionne du dimanche au vendredi de 6 h 20 à 20 h 30 et les samedis et fêtes à partir de 7 h 30 environ. - Date de dernière mise à jour : 19 mars 2022. |                                        |                                        |                                        |                                        |                                               |                                          |                                        |                                        |
| 215   | Dernière actualisation : — |                                        |                                        |                                        |                                        |                                               |                                          |                                        |                                        |
| 216   | 216 | 216                                    | 216                                    | 216                                    | 216                                    | 216                                           | 216                                      | 216                                    | 216                                    |
| 216   | Baba Hassen - Cité 600 Logements ⥋ Douera - Gare de Tessala El Merdja |                                        |                                        |                                        |                                        |                                               |                                          |                                        |                                        |
| 216   | Ouverture / Fermeture 2021 / — | Longueur —                             | Durée —                                | Nb. d’arrêts —                         | Matériel Conecto II                    | Jours de fonctionnement D, L, Ma, Me, J, V, S | Jour / Soir / Nuit / Fêtes O / O / N / O | Voy. / an —                            | Centre-bus —                           |
| 216   | Desserte : - Villes et lieux desservis : Baba Hassen • Douera. - Stations et gares desservies : Gare de Tessala El Merdja.                                                                         |                                        |                                        |                                        |                                        |                                               |                                          |                                        |                                        |
| 216   | Autre : - Amplitudes horaires : la ligne fonctionne du dimanche au vendredi de 6 h 20 à 20 h 30 et les samedis et fêtes à partir de 7 h 30 environ. - Date de dernière mise à jour : 19 mars 2022. |                                        |                                        |                                        |                                        |                                               |                                          |                                        |                                        |
| 216   | Dernière actualisation : — |                                        |                                        |                                        |                                        |                                               |                                          |                                        |                                        |
| 217   | 217 | 217                                    | 217                                    | 217                                    | 217                                    | 217                                           | 217                                      | 217                                    | 217                                    |
| 217   | Douera - Cité Abziou 2 ⥋ Douera - Gare de Tessala El Merdja |                                        |                                        |                                        |                                        |                                               |                                          |                                        |                                        |
| 217   | Ouverture / Fermeture 2021 / — | Longueur —                             | Durée —                                | Nb. d’arrêts 4                         | Matériel Conecto II                    | Jours de fonctionnement D, L, Ma, Me, J, V, S | Jour / Soir / Nuit / Fêtes O / O / N / O | Voy. / an —                            | Centre-bus —                           |
| 217   | Desserte : - Villes et lieux desservis : Douera. - Stations et gares desservies : Gare de Tessala El Merdja.                                                                                       |                                        |                                        |                                        |                                        |                                               |                                          |                                        |                                        |
| 217   | Autre : - Amplitudes horaires : La ligne fonctionne du dimanche au vendredi de 6 h 20 à 20 h 30 et les Samedis et fêtes à partir de 7 h 30 environ. - Date de dernière mise à jour : 19 mars 2022. |                                        |                                        |                                        |                                        |                                               |                                          |                                        |                                        |
| 217   | Dernière actualisation : — |                                        |                                        |                                        |                                        |                                               |                                          |                                        |                                        |

## Provenance des données
Les données sur les numéros de lignes et les trajets de celles-ci proviennent des plans de lignes de l'ETUSA et de l'AOTU-A,.